# RS-406
Pour les articles homonymes, voir Route 406.
La RS 406 est une route locale du Nord-Ouest de l'État du Rio Grande do Sul reliant la BR-480, sur le territoire de la municipalité de Nonoai, à la limite avec Erval Grande, à la RS-324, au nord du centre de Trindade do Sul. Elle dessert Nonoai, Gramado dos Loureiros et Trindade do Sul, et est longue de 28 km.